# Saffie Sankareh
Saffie Sankareh (* im 20. Jahrhundert) ist eine gambische Juristin.

## Leben
Saffie Sankareh besuchte die Ghana Law School und 2009 die Aberystwyth University (Vereinigtes Königreich), wo sie den Bachelor of Law machte. 2010 besuchte sie die University of Law und 2011 die University of Bristol.
Als Anwältin war sie in der Kanzlei des Attorney General und Minister für Justiz in Gambia ab September 2011 als Staatsanwältin tätig. Ab September 2013 bis Juni 2014 wirkte sie in Genf und beriet Mitgliedsstaaten der Welthandelsorganisation (WTO). Von September 2014 bis September 2015 hielt sie an der University of the Gambia Vorlesungen als Lehrbeauftragte in Internationales Handels- und Investitionsrecht. Als Cherno Marenah im Mai 2016 mit neun weiteren Personen in Untersuchungshaft genommen, angeklagt und seines Posten enthoben wurde, wurde sie zur Nachfolgerin als Solicitor General and Legal Secretary ernannt. Im Mai 2017 kehrte Marenah wieder an seinen früheren Posten als Solicitor General and Legal Secretary zurück, Saffie Sankareh wechselte in das gambische Außenministerium als Staatssekretärin und Leiterin in Fragen zum internationalen Recht. Im Juli 2018 wechselte sie in das Büro des Vizepräsidenten und ist hier als Staatssekretärin und Beraterin in Rechtsfragen tätig.